# Ormosia panamensis
Ormosia panamensis, tiếng Anh thường gọi là coronil hoặc sur espino, là một loài rau đậu thuộc họ Fabaceae.
Loài này có ở Costa Rica, Guatemala, México, và Panama.